# Осавульское
Осавульское (укр. Осавульське, до 2024 года — Новониколаевка) — село в Золотоношском районе Черкасской области Украины.
Население по переписи 2001 года составляло 297 человек. Почтовый индекс — 19822. Телефонный код — 4738.

## Местный совет
19822, Черкасская обл., Золотоношский р-н, с. Демки, ул. Ленина, 26

## История
Название села происходит от имени князя Николая Голицына, основавшего тут в начале XIX века свою экономию.